# Journal du Cameroun
Journal du Cameroun est un journal web généraliste camerounais francophone fondé en 2008. Basé dans la capitale du pays, à Yaoundé, il diffuse exclusivement sur le web via son site Internet et les réseaux sociaux.

## Historique
Le journal en ligne est créé en 2008 par la journaliste Ingrid Alice Ngounou – alors jeune diplômée de l'École de journalisme de Yaoundé (ESSTIC) et de l'Institut français de presse de l'université Panthéon-Assas – avec une équipe de collaborateurs basés à Yaoundé et des correspondants en Europe et aux États-Unis, il devient en quelques années l'un des sites d'informations de référence du Cameroun. En 2017, une version anglaise est mise en ligne, alimentée par la traduction des articles en français. Son modèle socio-économique reste à affiner. 